# Onthophagus planicollis
Onthophagus planicollis är en skalbaggsart som beskrevs av Edgar von Harold 1880. Onthophagus planicollis ingår i släktet Onthophagus och familjen bladhorningar. Inga underarter finns listade i Catalogue of Life.